# Landsweiler
Landsweiler ist ein Stadtteil von Lebach im Landkreis Saarlouis im Saarland. Bis Ende 1973 war „Landsweiler bei Lebach“ eine eigenständige Gemeinde.

## Geschichte
Landsweiler gehörte laut einer Urkunde von 1614 zusammen mit Lebach und Niedersaubach zu einer so genannten Vierherrschaft. Jeweils zwei Siebtel Anteile der Rechte auf Marktbetreibung und Abgaben hielten Kurtrier, das Herzogtum Lothringen (ab 1787 dann das Herzogtum Pfalz-Zweibrücken) und die Herren von Hagen zur Motten; ein Siebtel hielt die Äbtissin von Fraulautern.
Am 20. Januar 1969 geschah in der Standortmunitionsniederlage 461/1 in Landsweiler der sogenannte Soldatenmord von Lebach, bei dem vier Soldaten des Fallschirmjägerbataillons 261, die die Anlage bewachten, ermordet wurden.
Im Rahmen der saarländischen Gebiets- und Verwaltungsreform wurde die bis dahin eigenständige Gemeinde „Landsweiler bei Lebach“ am 1. Januar 1974 der Gemeinde Lebach zugeordnet.

## Einrichtungen
An örtlichen Einrichtungen besitzt Landsweiler die Freiwillige Feuerwehr Landsweiler, eine Mehrzweckhalle, einen Kindergarten, die katholische Kirche St. Donatus und eine Grundschule. Jährlich werden das Pfarrfest und ein Weihnachtsmarkt abgehalten.

## Sehenswertes
- Der Grubenstollen an der Pfarrkirche zeugt von dem ehemaligen Hauptgewerbe der Landsweiler Bürger.
- Auch ist Landsweiler überdurchschnittlich von Wald umgeben. So der Mühlenwald, Stangenwald und Grispelt.